# Pascual Ahumada Moreno
Pascual Ahumada Moreno (Santiago, 1845-1908) fue un historiador chileno.

## Biografía
Se hizo conocido por su «monumental» obra de compilación Guerra del Pacífico: recopilación completa de todos los documentos oficiales, correspondencias y demás publicaciones referentes a la guerra que ha dado a luz la prensa de Chile, Perú y Bolivia, conteniendo documentos inéditos de importancia editada por la Imprenta del Progreso en Valparaíso entre 1884 y 1891.
El historiador, sobre quien poco se sabe, estudió en el Instituto Nacional José Miguel Carrera y fue educador en varios colegios de Valparaíso e Iquique, en esta última ciudad fue fundador del «Colegio Sudamericano» en 1881.
Su obra, escrita con la ortografía de Bello, consta de 4381 páginas de doble columna, en 8 tomos compilados con la cooperación de los organismos oficiales bolivianos, chilenos y peruanos. Ahumada Moreno recurrió a fuentes periodísticas estadounidenses y europeas, además de las propias de las naciones beligerantes. Más aún, en 1892 añadió a su obra un índice para facilitar su consulta. Tras su publicación se agotó rápidamente y era posible encontrarla solamente en pocas bibliotecas.
En 1901 publicó un libro sobre la candente situación militar entre Chile y Argentina.
En 1982 la Editorial Andrés Bello reeditó la publicación en papel biblia, agregándole un índice de personas, sucesos y lugares y reuniendo los ocho volúmenes originales en 4 tomos. También el nombre fue reducido a Guerra del Pacífico: documentos oficiales, correspondencias y demás publicaciones referentes a la guerra que ha dado a luz la prensa de Chile, Perú y Bolivia, conteniendo documentos inéditos de importancia.

## Obras
Los tres primeros tomos de la obra digitalizada (cerca de 1871 páginas) son accesibles en la red a través de la Biblioteca Digital Hispánica. Para los siguientes 5 tomos se debe recurrir a empresas comerciales de búsqueda en la red.
- Ahumada Moreno, Pascual (1892). Índice de la recopilación completa de todos los documentos oficiales, correspondencias y demás publicaciones referentes a la guerra que ha dado a luz la prensa de Chile, Perú y Bolivia, conteniendo documentos inéditos de importancia. Valparaíso: Imprenta i Litografía Excelsior.
- Ahumada Moreno, Pascual (1884).  Nemecio Marambio, ed. Recopilación completa de todos los documentos oficiales, correspondencias y demás publicaciones referentes a la guerra que ha dado a luz la prensa de Chile, Perú y Bolivia, conteniendo documentos inéditos de importancia I. Valparaíso: Imprenta del progreso en Valparaíso.
- Ahumada Moreno, Pascual (1886). Recopilación completa de todos los documentos oficiales, correspondencias y demás publicaciones referentes a la guerra que ha dado a luz la prensa de Chile, Perú y Bolivia, conteniendo documentos inéditos de importancia II. Valparaíso: Imprenta i Librería americana de Federico T. Lathrop.
- Ahumada Moreno, Pascual (1886). Recopilación completa de todos los documentos oficiales, correspondencias y demás publicaciones referentes a la guerra que ha dado a luz la prensa de Chile, Perú y Bolivia, conteniendo documentos inéditos de importancia III. Valparaíso: Imprenta i Librería americana de Federico T. Lathrop.
- Ahumada Moreno, Pascual (1887). Recopilación completa de todos los documentos oficiales, correspondencias y demás publicaciones referentes a la guerra que ha dado a luz la prensa de Chile, Perú y Bolivia, conteniendo documentos inéditos de importancia IV. Valparaíso: Imprenta i Librería americana de Federico T. Lathrop. Archivado desde el original el 23 de septiembre de 2021. Consultado el 29 de agosto de 2017.
- Ahumada Moreno, Pascual (1888). Recopilación completa de todos los documentos oficiales, correspondencias y demás publicaciones referentes a la guerra que ha dado a luz la prensa de Chile, Perú y Bolivia, conteniendo documentos inéditos de importancia V. Valparaíso. Archivado desde el original el 23 de septiembre de 2021. Consultado el 29 de agosto de 2017.
- Ahumada Moreno, Pascual (1889). Recopilación completa de todos los documentos oficiales, correspondencias y demás publicaciones referentes a la guerra que ha dado a luz la prensa de Chile, Perú y Bolivia, conteniendo documentos inéditos de importancia VI. Valparaíso: Imprenta i Librería americana de Federico T. Lathrop. Archivado desde el original el 23 de septiembre de 2021. Consultado el 29 de agosto de 2017.
- Ahumada Moreno, Pascual (1890). Recopilación completa de todos los documentos oficiales, correspondencias y demás publicaciones referentes a la guerra que ha dado a luz la prensa de Chile, Perú y Bolivia, conteniendo documentos inéditos de importancia VII. Valparaíso: Imprenta i Librería americana de Federico T. Lathrop. Archivado desde el original el 23 de septiembre de 2021. Consultado el 29 de agosto de 2017.
- Ahumada Moreno, Pascual (1891). Recopilación completa de todos los documentos oficiales, correspondencias y demás publicaciones referentes a la guerra que ha dado a luz la prensa de Chile, Perú y Bolivia, conteniendo documentos inéditos de importancia VIII. Valparaíso: Imprenta i Librería americana de Federico T. Lathrop y Librería de El Mercurio de Recaredo S. Tornero. (enlace roto disponible en Internet Archive; véase el historial, la primera versión y la última).

- Ahumada Moreno, Pascual (1901) El Ejercito de Chile, como se nos juzga en la Republica Argentina : Advertencias al país y a nuestros soldados, Santiago de Chile,  Imprenta Mejía.[5]